# Martin Boonzaayer
Martin David Boonzaayer (ur. 1 listopada 1972) – amerykański judoka. Dwukrotny olimpijczyk. Odpadł w eliminacjach w Sydney 2000 i Atenach 2004. Walczył w wadze ciężkiej.
Uczestnik mistrzostw świata w 1999, 2001 i 2003. Startował w Pucharze Świata w latach 1997, 1999–2001. Brązowy medalista igrzysk panamerykańskich w 2003, a także mistrzostw panamerykańskich w 2003 roku.

## Letnie Igrzyska Olimpijskie 2000
| Konkurencja | Rundy eliminacyjne    | Klas. końcowa |
| Konkurencja | 1/64                  | Miejsce       |
| ----------- | --------------------- | ------------- |
| +100 kg     | Ángel Sánchez (CUB) P | 1 runda       |

## Letnie Igrzyska Olimpijskie 2004
| Konkurencja | Rundy eliminacyjne   | Rundy eliminacyjne  | Klas. końcowa |
| Konkurencja | 1/32                 | 1/16                | Miejsce       |
| ----------- | -------------------- | ------------------- | ------------- |
| +100 kg     | Majid Sultan (KUW) Z | Semir Pepic (AUS) P | 2 runda       |